# Ronjpelana emarginata
Ronjpelana emarginata är en insektsart som beskrevs av Young 1986. Ronjpelana emarginata ingår i släktet Ronjpelana och familjen dvärgstritar. Inga underarter finns listade i Catalogue of Life.